# مرشد العسل سميك المنقار
مرشد العسل سميك المنقار أو دليل المناحل سميك المنقار (الاسم العلمي: Indicator conirostris) (بالإنجليزية: Thick-billed Honeyguide)‏ هو نوع من الطيور يتبع جنس مرشد العسل من فصيلة مرشدات العسل.